# Habropogon balachowskyi
Habropogon balachowskyi är en tvåvingeart som beskrevs av Weinberg 1973. Habropogon balachowskyi ingår i släktet Habropogon och familjen rovflugor. Inga underarter finns listade i Catalogue of Life.